# إد بويس
إد بويس (بالإنجليزية: Ed Boyce)‏ هو نقابي أيرلندي، ولد في 8 نوفمبر 1862 في مقاطعة دونيجال في جمهورية أيرلندا، وتوفي في 24 ديسمبر 1941 في بورتلاند في الولايات المتحدة.